# Frontotemporale

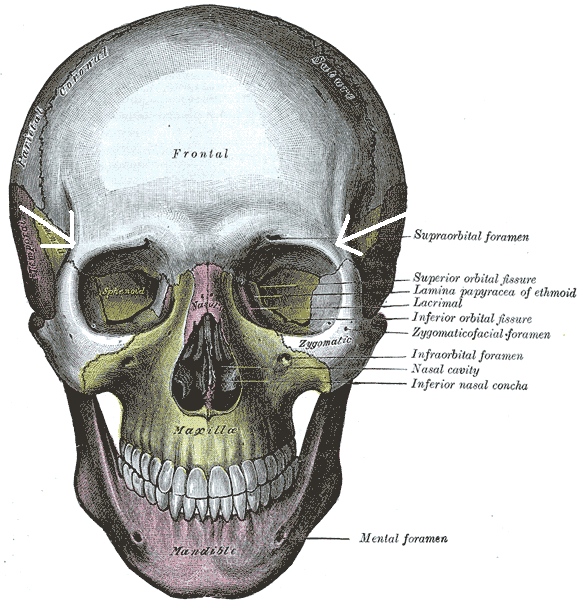
A koponya szemből (a fehér nyilak jelölik a frontotemporale-okat)

A frontotemporale egy a koponyaméréstanban használt tájékozódási pont. Ez a pont a homlokcsont (os frontale) halántékívének legjobban behúzódó pontja. A homlok legkisebb szélességét mérik vele.